# КПГТ
КПГТ је скраћеница за Казалиште, Позориште, Гледалишче, Театар, југословенски и српски позоришни пројекат који су основали позоришни редитељ Љубиша Ристић и Данка Ленђел 1977. године. Настао као авангардни и експериментални покрет, КПГТ је представљао један од најзначајнијих и најиновативнијих позоришних подухвата у другој половини XX века у Југославији. Пројекат је био познат по свом мултикултуралном приступу, рушењу традиционалних позоришних конвенција и извођењу представа у неконвенционалним, индустријским просторима.

## Име и концепт
Име пројекта – Казалиште, Позориште, Гледалишче, Театар – састављено је од назива за позориште на хрватском, српском, словеначком и грчком језику (као међународном термину). Овим називом је јасно истакнута основна идеја пројекта: стварање јединственог југословенског културног простора и превазилажење републичких и језичких баријера. У складу са тим, представе КПГТ-а су извођене на српскохрватском, македонском, словеначком, мађарском, албанском, ромском и италијанском језику.
КПГТ је функционисао као отворени, "номадски" пројекат, без сталне зграде или сталног ансамбла у класичном смислу. Његова филозофија је била заснована на југословенству, експерименту и политичкој ангажованости.

## Историјат

### Оснивање и југословенски период (1977–1991)
КПГТ је основан 1977. године под уметничким вођством Љубише Ристића. У оснивању и раду су, поред Ристића и Данке Ленђел, учествовали и други значајни уметници из целе Југославије, као што су Раде Шербеџија, Душан Јовановић и Нада Кокотовић. Глумачку екипу чинила су нека од највећих имена југословенског глумишта, као што су Раде Шербеџија, Мира Фурлан, Инге Апелт, Миодраг Кривокапић и многи други.
Представе су извођене у свим већим градовима бивше Југославије, као и у Аустралији, Северној и Јужној Америци и већини европских држава.

### Значајне представе
Током свог "златног доба", КПГТ је продуцирао низ представа које су обележиле југословенску позоришну сцену, као што су:
- "Ослобођење Скопља" (Душана Јовановића)
- "Миса у А-молу" (Данило Киш)
- "Карамазови" (по Достојевском)
- "Ричард III" (Вилијам Шекспир)

### Деловање након распада Југославије
Распадом Југославије, КПГТ губи свој основни, југословенски концепт. Љубиша Ристић је са делом екипе наставио рад у Београду и Суботици, али са знатно мањим утицајем и продукцијом. Позориште је често радило у тешким финансијским условима.
Крајем 2020. године најављено је да ће оснивачка права на позориште преузети Град Београд, који ће покривати трошкове рада и пројектно финансирати представе, чиме би се обезбедио даљи опстанак позоришта.

## Простор деловања (Шећерана)
Најпознатији простор у којем је КПГТ деловао је комплекс Старе шећеране на Чукарици. Овај напуштени индустријски комплекс, који је и сам споменик културе, постао је симбол КПГТ-ове "off" позоришне естетике. Ристић је тај простор претворио у јединствену сцену која је омогућавала потпуну слободу у креирању амбијента и односа са публиком, далеко од укочених рампи традиционалних позоришта.

## Уметнички допринос и наслеђе
КПГТ је оставио дубок и трајан траг у позоришној уметности на овим просторима. Његов допринос се огледа у пробијању граница, увођењу неконвенционалних простора, нових редитељских приступа и окупљању најталентованијих уметника из целе Југославије на једном месту. Иако је његов утицај данас мањи, КПГТ остаје важан симбол једног времена и једне смеле уметничке визије која је тежила да превазиђе националне поделе кроз културу.